# Kakumäe poolsaar
Kakumäe poolsaar (Kakumäehalvön) är en halvö  i landskapet Harjumaa i norra Estland. Den ligger i huvudstaden Tallinn, cirka 9 kilometer väster om stadens centrum. Dess norra udde benämns Kakumäe nina. Halvön skiljer bukten Kakumäe laht i väst från viken Kopli laht i öst, båda utgör en del av den större Tallinnbukten. Stadsdelen Kakumäe ligger på halvön som utgör en del av stadsdistriktet Haabersti.
Terrängen på halvön och inåt land är platt. Det är mycket tätbefolkat på halvön, med 2 431 invånare per kvadratkilometer.